# Згорнє Яблане
Згорнє Яблане (словен. Zgornje Jablane) — поселення в общині Кидричево, Подравський регіон‎, Словенія.